# Katlego Mashego
Katlego Evidence Mashego (Bushbuckridge, 18 maggio 1982) è un ex calciatore sudafricano, di ruolo attaccante.